# Saljut-7
Saljut-7 (russisk: Салют 7) er en russisk spillefilm fra 2017 af Klim Sjipenko.

## Medvirkende
- Vladimir Vdovitjenkov som Vladimir Fjodorov
- Pavel Derevjanko som Viktor Aljokhin
- Aleksandr Samojlenko som Valerij Sjubin
- Vitalij Khajev som Jurij Sjumakov
- Oksana Fandera som Svetlana Lazareva